# Парламентские слушания
Парламентские слушания — организационная форма обсуждения парламентом особо значимых вопросов внешней и внутренней политики государства с привлечением должностных лиц, экспертов и общественности. Предметом парламентских слушаний могут быть законопроекты и их концепции, международные договоры, подлежащие ратификации, проект бюджета и отчёт об его исполнении, а также иные вопросы общественной значимости, находящиеся в ведении парламента.
Парламентские слушания могут быть открытыми или закрытыми. На открытые слушания допускаются представители общественности и журналисты. Доступ на закрытые слушания имеют лишь депутаты парламента и должностные лица государства, в ведении которых находится предмет обсуждения. На закрытых слушаниях обсуждаются вопросы, составляющие государственную или другую тайну, охраняемую законом, но причиной закрытости слушаний может быть и иной конфиденциальный характер проблемы.
Организуются слушания, как правило, ответственным парламентским комитетом или комиссией, но возможны и межкомитетские слушания. Процедура их назначения и проведения, равно как и сам ход слушаний, определяется, как правило, парламентским регламентом. По итогам слушаний могут быть приняты мотивированные заключения и рекомендации.
Парламентские слушания могут рассматриваться, с одной стороны, как форма общественного обсуждения и общественного участия в законодательном процессе, с другой стороны, как сбор сведений парламентом на ранних стадиях разработки законопроекта. Второй подход особенно распространён на парламентских слушаниях в Конгрессе США.
Приглашения на парламентские слушания организаторы могут отправить авторитетным в обсуждаемой области исследователям, экспертам, общественным движениям, разрабатывающим проблематику, касающуюся предмета слушаний. Возможно участие общественных деятелей и организаций по поданной ими предварительной заявке. Участие в парламентских слушаниях многими из них воспринимается как возможность публично заявить о своих взглядах, изложить свою точку зрения на самом высоком уровне, донести её до государственной власти. Однако возможно и обратное отношение. В ряде стран не явившееся по приглашению на слушания лицо может быть, по решению проводящего слушания комитета, вызвано на них повесткой, однако такие меры принимаются, как правило, при проведении слушаний, связанных с парламентским расследованием.

## В России
В России парламентские слушания установлены частью 3 статьи 101 Конституции Российской Федерации в соответствии с которой, Совет Федерации и Государственная Дума по вопросам своего ведения проводят парламентские слушания.
Парламентские слушания в Совете Федерации проводятся по инициативе Председателя Совета Федерации, Совета палаты, комитета Совета Федерации по вопросам его ведения или группы членов Совета Федерации численностью не менее 15 человек.
Парламентские слушания в Государственной Думе проводятся по инициативе Совета Государственной Думы, её комитетов и комиссий, фракций Государственной Думы.